# Корморан (вспомогательный крейсер)
«Корморан» (нем. Kormoran — баклан) — немецкий вспомогательный крейсер времён Второй мировой войны. HSK-8, бывшее торговое судно «Штейермарк» (нем. Steiermark), в германском флоте обозначался как «Судно № 41», во флоте Великобритании — «Рейдер „G“».

## История создания
«Корморан» был построен в Киле на верфи «Германиаверфт» и спущен на воду 15 сентября 1938 года как торговое судно «Штейермарк» ГАПАГа, «Линии Гамбург—Америка». Переименованный в «Корморан» («Kormoran» или «Cormorant»), он начал службу в кригсмарине 9 октября 1940 года под командованием корветтен-капитана (позднее — фрегаттен-капитана) Теодора Детмерса.

## Боевые действия

### Рейдерский поход

#### Бой с «Сиднеем» и гибель
19 ноября 1941 года, у берегов Западной Австралии, во второй половине дня, «Корморан» встретил лёгкий крейсер «Сидней». В открытом бою с легким крейсером у рейдера были весьма призрачные шансы на победу. Но немецкий капитан пошел на хитрость, подняв голландский флаг и представившись торговым судном. Эта уловка сработала и «Сидней» подошёл к «Корморану» с кормы на расстояние в 1000 м для проведения стандартной процедуры досмотра. «Корморан» внезапно открыл огонь практически в упор. «Сидней» получил попадание 150-мм снаряда в командирский мостик и ещё несколько других в борт, а торпеда с рейдера попала в крейсер в районе передних орудийных башен, выведя их из строя. «Сидней» попытался протаранить вспомогательный крейсер или, возможно, просто потерял управление, но корабли разошлись. Выпущенные им торпеды прошли мимо цели, однако один из залпов вызвал пожар в машинном отделении «Корморана», при тушении которого погибла вся аварийная команда. Корабли продолжали обстреливать друг друга. На австралийском крейсере также возник сильный пожар. Обе команды боролись с огнём, но безуспешно, оба судна получили сильный дифферент на нос. «Корморан» был вынужден остановиться, команда покинула судно и через несколько часов оно взорвалось. «Сидней», весь окутанный дымом, скрылся за горизонтом, но так и не добрался до родного порта.

### Результаты
За войну «Корморан» потопил и захватил 11 судов, общий тоннаж которых составил около 70 000 брт. Список потопленных и захваченных судов:
| Дата             | Название судна        | Тип            | Принадлежность | Тоннаж, брт | Груз                                                     | Судьба                           |
| ---------------- | --------------------- | -------------- | -------------- | ----------- | -------------------------------------------------------- | -------------------------------- |
| 6 января 1941    | Antonis               | грузовое судно | Греция         | 3 729       | 4 800 тонн угля                                          | потоплено подрывными зарядами    |
| 18 января 1941   | British Union         | танкер         | Великобритания | 6 987       |                                                          | потоплено торпедой               |
| 29 января 1941   | Africa Star           | рефрижератор   | Великобритания | 11 900      | 5 708 тонн мяса и 634 тонны масла                        | потоплено подрывными зарядами    |
| 29 января 1941   | Eurylochus            | грузовое судно | Великобритания | 5 723       | 16 тяжёлых бомбардировщиков без двигателей               | потоплено торпедой               |
| 22 марта 1941    | Agnita                | танкер         | Великобритания | 3 552       |                                                          | потоплено торпедой               |
| 25 марта 1941    | Canadolite            | танкер         | Канада         | 11 309      |                                                          | отправлено во Францию как приз   |
| 9 апреля 1941    | Craftsman             | грузовое судно | Великобритания | 8 022       | большая противолодочная сеть для защиты гавани Кейптауна | потоплено артиллерией и торпедой |
| 12 апреля 1941   | Nicolas D.L.          | грузовое судно | Греция         | 5 486       |                                                          | потоплено торпедой               |
| 26 июня 1941     | Velebit               | грузовое судно | Югославия      | 4 153       |                                                          | потоплено артиллерией            |
| 26 июня 1941     | Mareeba               | грузовое судно | Великобритания | 3 472       | 5 000 тонн сахара                                        | потоплено подрывными зарядами    |
| 26 сентября 1941 | Stamatios G Embiricos | грузовое судно | Греция         | 3 941       |                                                          | потоплено подрывными зарядами    |
| 19 ноября 1941   | Sydney                | лёгкий крейсер | Австралия      | 6 830 тонн  | —                                                        | потоплен артиллерией в бою       |

## Современные исследования
Поиски «Сиднея» после войны не прекращались. Исследователи регулярно сообщали об обнаружении останков австралийского крейсера, но каждый раз оказывалось, что произошла ошибка. В марте 2008 г. австралийский премьер подтвердил находку останков обоих кораблей.